# Мосінет Геремеу
Мосінет Геремеу (англ. Mosinet Geremew, нар. 12 лютого 1992) — ефіопський легкоатлет, який спеціалузіється в марафонському бігу.
На світовій першості-2019 у Досі здобув «срібло» в марафонському бігу.